# 牛仔骨

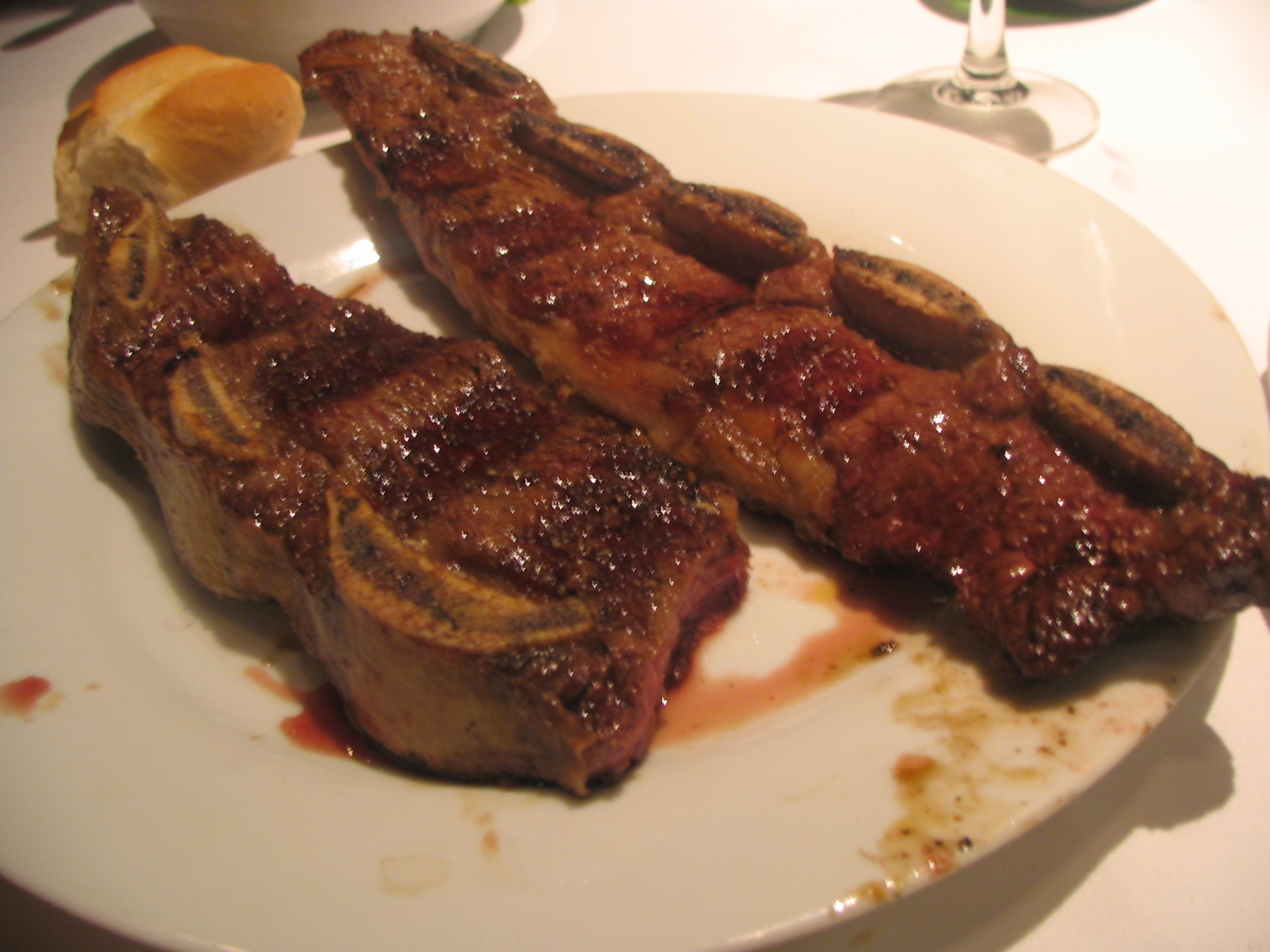
烧牛仔骨

牛仔骨（英語：Short ribs），又稱牛小排，是一种人類食品，由牛的肋骨连肉切块而成，通常会进行烧烤或者煎熟并配黑椒汁一起吃。